# Grand Prix Francji 1980
Grand Prix Francji 1980 (oryg. Grand Prix de France) – siódma runda Mistrzostw Świata Formuły 1 w sezonie 1980, która odbyła się 29 czerwca 1980, po raz szósty na torze Circuit Paul Ricard.
66. Grand Prix Francji, 30. zaliczane do Mistrzostw Świata Formuły 1.
Wyścig zakończył się zwycięstwem Alana Jonesa z Williams-Ford. Pozostałe miejsca na podium zajęli kierowcy zespołu Ligier-Ford – Didier Pironi dojechał na drugim miejscu, a startujący z pole position, Jacques Laffite dojechał do mety na trzecim miejscu. Najszybsze okrążenie wyścigu wykonał Jones.

## Klasyfikacja
| Legenda oznaczeń w tabelach wyników Wyświetl szablon na nowej stronie | Legenda oznaczeń w tabelach wyników Wyświetl szablon na nowej stronie                                                                     |
| Oznaczenie                                                            | Wyjaśnienie |
| --------------------------------------------------------------------- | --- |
| Złoty                                                                 | Zwycięzca lub mistrzostwo |
| Srebrny                                                               | 2. miejsce lub wicemistrzostwo |
| Brązowy                                                               | 3. miejsce lub II wicemistrzostwo |
| Zielony                                                               | Ukończył, punktował (w klasyfikacji generalnej, gdy zdobył co najmniej jeden punkt na przestrzeni sezonu, poza trzema powyższymi opcjami) |
| Niebieski                                                             | Ukończył, nie punktował (w klasyfikacji generalnej, gdy nie zdobył co najmniej jednego punktu na przestrzeni sezonu)                      |
| Czerwony                                                              | Nie zakwalifikował się (NZ) |
| Czerwony                                                              | Nie prekwalifikował się (NPK) |
| Różowy                                                                | Nie ukończył (NU) |
| Różowy                                                                | Niesklasyfikowany (NS) (w klasyfikacji generalnej, gdy nie został sklasyfikowany w żadnym wyścigu sezonu)                                 |
| Czarny                                                                | Zdyskwalifikowany (DK) |
| Czarny                                                                | Wykluczony (WYK/EX) |
| Biały                                                                 | Nie wystartował (NW) |
| Biały                                                                 | Kontuzjowany (K/INJ) |
| Biały                                                                 | Wyścig odwołany (OD/C) |
| Bez koloru                                                            | Został wycofany (WYC/WD) |
| Bez koloru                                                            | Nie przybył (NP/DNA) |
| Bez koloru                                                            | Nie brał udziału w treningach (NT/DNP) |
| Bez koloru                                                            | Nie został zgłoszony (–) |
| Pogrubienie                                                           | Start z pole position |
| Kursywa                                                               | Najszybsze okrążenie wyścigu |
| †                                                                     | Nie ukończył, ale jego rezultat został zaliczony ze względu na przejechanie więcej niż 90% dystansu wyścigu.                              |
| *                                                                     | Sezon w trakcie |
| 1/2/3                                                                 | Punktowana pozycja w sprincie kwalifikacyjnym                                                                                             |
| Lista systemów punktacji Formuły 1                                    | |

Źródło: F1Ultra
| Poz. | Nr. | Kierowca              | Konstruktor     | Okrążenia | Czas/powód NU | Poz. start. | Punkty |
| ---- | --- | --------------------- | --------------- | --------- | ------------- | ----------- | ------ |
| 1    | 27  | Alan Jones            | Williams-Ford   | 54        | 1:32:43.4     | 4           | 9      |
| 2    | 25  | Didier Pironi         | Ligier-Ford     | 54        | +4.52 sek.    | 3           | 6      |
| 3    | 26  | Jacques Laffite       | Ligier-Ford     | 54        | +30.26 sek.   | 1           | 4      |
| 4    | 5   | Nelson Piquet         | Brabham-Ford    | 54        | +1:14.88 sek. | 8           | 3      |
| 5    | 16  | René Arnoux           | Renault         | 54        | +1:16.15 sek. | 2           | 2      |
| 6    | 28  | Carlos Reutemann      | Williams-Ford   | 54        | +1:16.74 sek. | 5           | 1      |
| 7    | 7   | John Watson           | McLaren-Ford    | 53        | +1 okrążenie  | 13          |        |
| 8    | 2   | Gilles Villeneuve     | Ferrari         | 53        | +1 okrążenie  | 17          |        |
| 9    | 29  | Riccardo Patrese      | Arrows-Ford     | 53        | +1 okrążenie  | 18          |        |
| 10   | 30  | Jochen Mass           | Arrows-Ford     | 53        | +1 okrążenie  | 15          |        |
| 11   | 4   | Derek Daly            | Tyrrell-Ford    | 52        | +2 Okrążeń    | 20          |        |
| 12   | 1   | Jody Scheckter        | Ferrari         | 52        | +2 Okrążeń    | 19          |        |
| NU   | 20  | Emerson Fittipaldi    | Fittipaldi-Ford | 50        | Silnik        | 24          |        |
| NU   | 3   | Jean-Pierre Jarier    | Tyrrell-Ford    | 50        | +4 Okrążeń    | 16          |        |
| NU   | 31  | Eddie Cheever         | Osella-Ford     | 43        | Silnik        | 21          |        |
| NU   | 9   | Marc Surer            | ATS-Ford        | 26        | Skrz. biegów  | 11          |        |
| NU   | 22  | Patrick Depailler     | Alfa Romeo      | 25        | Sterowność    | 10          |        |
| NU   | 11  | Mario Andretti        | Lotus-Ford      | 18        | Skrz. biegów  | 12          |        |
| NU   | 21  | Keke Rosberg          | Fittipaldi-Ford | 8         | Wypadł z toru | 23          |        |
| NU   | 23  | Bruno Giacomelli      | Alfa Romeo      | 8         | Sterowność    | 9           |        |
| NU   | 8   | Alain Prost           | McLaren-Ford    | 6         | Przen. napędu | 7           |        |
| NU   | 12  | Elio de Angelis       | Lotus-Ford      | 3         | Sprzęgło      | 14          |        |
| NU   | 15  | Jean-Pierre Jabouille | Renault         | 0         | Przen. napędu | 6           |        |
| NU   | 6   | Ricardo Zunino        | Brabham-Ford    | 0         | Sprzęgło      | 22          |        |
| NZ   | 17  | Geoff Lees            | Shadow-Ford     |           |               |             |        |
| NZ   | 14  | Jan Lammers           | Ensign-Ford     |           |               |             |        |